# Рівні складності (відеоігри)
У відеоіграх рівнем складності називають певний набір характеристик певної локації, ворогів, протагоніста тощо, які визначають складність повного проходження гри. Залежно від типу ігор, рівні складності або можна обирати на початку гри (які характеризуватимуть проходження) (наприклад, Bio Menace), або в принципі наступні рівні (місії) будуть складнішими за попередні (наприклад, платформер Prince of Persia), або від них залежить тип бонусу (наприклад, NFS3), який отримує гравець. Стандартною класифікацією є простий рівень складності, середньої складності та складний, хоча іноді можливі й інші варіанти.

## Рівні складності в спортивних іграх
В іграх, що симулюють певний вид спорту, рівень складності встановлює рівень майстерності комп'ютерних гравців. Тобто на простішому рівні складності перемогти суперника нескладно, а на складному треба докласти значних зусиль для перемоги. Так організована ця система в грі FIFA 99.

## Рівні складності у шутерах
В залежності від гри, рівні складності визначають життєвість протагоніста (тобто кількість здоров'я, життів, а також кількість поранень, які призведуть до втрати життя чи здоров'я), кількість ворогів, їх життєвість та озброєність, наявність інших перешкод на шляху, кількість бонусів, що полегшують гру, наявність обмеження в часі тощо. Наприклад, в грі Perfect Dark складніший рівень складності створює додаткові перешкоди, а в грі Wolfenstein 3D додає додаткових ворогів. У грі Metal Slug ворогам треба більше куль, щоб вони померли.

## Рівні складності у перегонах
Тут рівень складності регулює зазвичай наступні характеристи:
- швидкість власного авто та швидкість авто суперника
- умови перегонів
- наявність механізму, що допомагає комп'ютерному авто перемогти
- характеристики власного авто (якість прискорення, гальмування, керування тощо)
- наявність трафіку тощо.

Для різних видів гонок у межах гри можуть бути визначені різні рівні складності. Також за перемогу в гонках різних рівнів складності можуть даватися різні бонуси.

## Рівні складності в платформерах
В іграх цього жанру рівні складності регулюють майже те саме, що й у шутерах від першої чи третьої особи. Майже завжди вони визначають кількість очок здоров'я і життєвість ворогів. В багатьох аркадах гравець не може обрати на початку рівень складності, тобто всі рівні проходяться з однаковою кількістю життів, здоров'я, однаковими ворогами, але кожний наступний рівень складніше за попередній.

## Рівні складності в стратегічних іграх
В стратегіях рівні складності регулюють набір характеристик комп'ютерного робота, кількість зусиль, які треба прикласти для його перемоги, а також характеристики гравця. Тобто за простішого рівня складності робот може робити безглузді дії, у гравця кращі характеристики, і перемогти робота легше. А за складнішого робота робитиме лише потрібні дії, у гравця гірші характеристики, і для перемоги робота потрібно чітко виконувати вказівки, робити лише те, що потрібно в місії, не помилятися. Наприклад, в економічно орієнтованих іграх (бізнес-симуляторах) на простому рівні гравець має велику кількість грошей, активів, а на складному може мати мінімум грошей, жодних активів, ще й борг, який треба сплатити. Така система реалізована, наприклад, в грі 18 Wheels of Steel: на простому рівні гравець має багато грошей, зручну вантажівку, яка містить спальне місце (це важливий елемент геймплею, оскільки позбавляє необхідності шукати готель, відволікатися від маршруту тощо), відсутність необхідності чітко припаркуватися в кінці маршруту (що теж значно полегшує гру), а на складному у гравця грошей набагато менше, у вантажівці відсутнє спальне місце, для розвантаження необхідно припаркуватися в чітко визначеному місці, а також гравець має початковий борг.
В деяких стратегіях рівні складності можуть бути відсутні, як, наприклад, в грі Airline Tycoon.